# Bilety zdawkowe Ministerstwa Finansów Izraela (1948–1953)
Bilety zdawkowe Ministerstwa Finansów Izraela – pieniądz zdawkowy emitowany w latach 1948–1953 przez Ministerstwo Finansów w celu zaspokojenia niedoboru monet na rynku w Izraelu w początkowych latach jego istnienia.
Na przełomie lat 40. i 50. XX wieku Izrael miał problemy z niedoborem monet w obiegu. Zapotrzebowanie na nie sprawiło, że Ministerstwo Finansów postanowiło przeprowadzić emisję najpierw w 1948 roku, a potem w latach 1952–1953. Operacja ta była przeprowadzona przez ministerstwo, ponieważ Izrael nie posiadał wówczas banku centralnego. Wszelki druk banknotów przez Anglo-Palestine Bank, a później Bank Leumi le-Israel odbywał się na mocy specjalnej umowy pomiędzy rządem a bankami. Pierwsza emisja składała się z dwóch biletów zdawkowych o nominałach 50 milów oraz 100 milów i miały układ pionowy. Druga emisja składała się już z biletów o trzech nominałach: 50, 100 i 250 prut. Miały one układ taki jak tradycyjne banknoty - poziomy. Dwa pierwsze nominały miały numerację z tyłu. Bilet o nominale 250 pruta na rewersie miał widok na Jezioro Tyberiadzkie. Emisja biletów zdawkowych była podyktowana względami ekonomicznymi. Okazało się, że zlecenie druku pieniędzy zastępczych było wówczas bardziej opłacalne niż zwiększenie ilości wybijanych monet.
Na podstawie specjalnej umowy między rządem tymczasowym a Anglo-Palestine Bank Ministerstwo Finansów nie mogło emitować w trakcie czasu trwania umowy (do 1951 roku) banknotów o wartości 500 milów lub większej.
| Nominał                | Awers i rewers | Awers i rewers | Charakterystyka |
| ---------------------- | -------------- | -------------- | --- |
| Emisja z 1948 roku     |                |                | |
| 50 milów               |                |                | Emisja: 1948 Wycofanie: 22 lutego 1980 Seria: b.d. Numeracja: czarna Awers: nazwa państwa i nominał w językach hebrajskim i arabskim, gilosz nawiązujący do mozaiki synagogi w Bet Alfa Rewers: nominał, gilosz nawiązujący do mozaiki synagogi w Bet Alfa Kolor: pomarańcz, czerwień Znak wodny: b.d. Papier: b.d. Wymiary: 50 × 80 mm/48 × 80 mm Nakład: b.d. Projektant: Ote Walisz Podpisy: Minister Finansów – Eli’ezer Kaplan Drukarnia: Lewin-Epstein Printing House (Tel Awiw) |
|                        |                |                | |
| 100 milów              |                |                | Emisja: 1948 Wycofanie: 22 lutego 1980 Seria: b.d. Numeracja: czerwona Awers: nazwa państwa i nominał w językach hebrajskim i arabskim, gilosz nawiązujący do mozaiki synagogi w Bet Alfa Rewers: nominał, gilosz nawiązujący do mozaiki synagogi w Bet Alfa Kolor: zieleń Znak wodny: b.d. Papier: b.d. Wymiary: 50 × 80 mm/48 × 80 mm Nakład: b.d. Projektant: Ote Walisz Podpisy: Minister Finansów – Eli’ezer Kaplan Drukarnia: Lewin-Epstein Printing House (Tel Awiw) |
| Emisja z lat 1952–1953 |                |                | |
| 50 prut                |                |                | Emisja: marzec-lipiec 1952 Wycofanie: 22 lutego 1980 Seria: b.d. Numeracja: z tyłu, zielona Awers: gilosz, nominał, nazwa waluty w językach hebrajskim i arabskim, napis „legalny środek płatniczy” po hebrajsku Rewers: gilosz, nominał, numer Kolor: niebieski lub pomarańcz (Awers Rewers) Znak wodny: b.d. Papier: b.d. Wymiary: 75 × 44 mm/70 × 42 mm Nakład: b.d. Projektant: I. David Podpisy: zestaw 1: Minister Finansów – Eli’ezer Kaplan i Główny Księgowy – Mordechaj Zagagi zestaw 2: Minister Finansów – Lewi Eszkol i Główny Księgowy – Mordechaj Zagagi zestaw 3: Minister Finansów – Lewi Eszkol i Główny Księgowy – Awraham Ne’eman Drukarnia: Drukarnia Rządowa (Tel Awiw)                            |
|                        |                |                | |
| 100 prut               |                |                | Emisja: marzec-lipiec 1952 Wycofanie: 22 lutego 1980 Seria: b.d. Numeracja: z tyłu, zielona Awers: gilosz, nominał, The Anglo-Palestine Bank Limited (po hebrajsku i angielsku) Rewers: gilosz, nominał, The Anglo-Palestine Bank Limited (po arabsku i angielsku) Kolor: zieleń lub niebieski z zielenią (Awers Rewers) Znak wodny: b.d. Papier: b.d. Wymiary: 75 × 44 mm/70 × 42 mm Nakład: b.d. Projektant: I. David Podpisy: zestaw 1: Minister Finansów – Eli’ezer Kaplan i Główny Księgowy – Mordechaj Zagagi zestaw 2: Minister Finansów – Lewi Eszkol i Główny Księgowy – Awraham Ne’eman zestaw 3: Minister Finansów – Lewi Eszkol i Główny Księgowy – Mordechaj Zagagi Drukarnia: Drukarnia Rządowa (Tel Awiw) |
|                        |                |                | |
| 250 prut               |                |                | Emisja: marzec-lipiec 1952 Wycofanie: 22 lutego 1980 Seria: א, ב, ג Numeracja: czarna Awers: gilosz, nazwa państwa językach hebrajskim i arabskim, nominał w języku hebrajskim Rewers: gilosz, nominał, widok na Jezioro Tyberiadzkie Kolor: zieleń Znak wodny: menora widoczna pod UV w różnych miejscach w zależności od serii Papier: b.d. Wymiary: 107 × 58 mm/100 × 55 mm Nakład: b.d. Projektant: Gabri’el i Maksim Szamirowie Podpisy: Minister Finansów – Lewi Eszkol Główny Księgowy – Awraham Ne’eman Drukarnia: Drukarnia Rządowa (Tel Awiw) |